# Airis
Pour les articles homonymes, voir Iris.
Laura van den Bruel, connue comme Airis ou Iris, née le 19 janvier 1995 à Morkhoven, Belgique, est une chanteuse belge flamande.

## Biographie
La chanteuse acquiert une certaine notoriété en gagnant un concours de jeunes talents en Flandre. Elle signe alors dans la maison de disques SonicAngel et sort un single, Wonderful, qui y connaît le succès,,,.
Le 18 novembre 2011, elle est choisie par la Vlaamse Radio- en Televisieomroeporganisatie (VRT) pour représenter la Belgique au Concours Eurovision de la chanson 2012 à Bakou en Azerbaïdjan,,. Elle se présente sous le pseudonyme de Iris alors qu'elle se faisait appeler jusqu'alors Airis. Elle devient la plus jeune candidate belge néerlandophone à défendre les couleurs de la Belgique,,,.
Le 17 mars 2012, sa chanson pour l'Eurovision 2012 est révélée en direct sur la chaîne de télévision belge flamande Één, il s'agit de Would You?. Deux titres sont alors présentés dans une émission : Safety Net et Would You. Les téléspectateurs votent pour leur chanson préférée et 53 % choisissent Would You. À Bakou, elle ne va pas au-delà de la demi-finale et termine avant-dernière en 17e position avec 16 points.
En 2013, elle change de compagnie de disques et choisit Mostiko. Elle reprend Airis comme nom de scène. Le premier single chez Mostiko est Tomorrow I'll be OK. Il est suivi début 2014 par Lost for one day.

## Discographie

### Singles
| Année | Titre               | Classements | Album     |
| Année | Titre               | BEL (VL)    | Album     |
| ----- | ------------------- | ----------- | --------- |
| 2011  | Wonderful           | 28          | Seventeen |
| 2012  | Would You?          | 19          | Seventeen |
| 2012  | Welcome To My World | 12 (tip)    | Seventeen |
| 2013  | Tomorrow I'll Be OK | 27          |           |
| 2014  | Lost For One Day    | 50          |           |

### Album
| Année | Titre     | Classements |
| Année | Titre     | BEL (VL)    |
| ----- | --------- | ----------- |
| 2012  | Seventeen | 30          |